# Slag bij Valencia
De Slag bij Valencia vond tussen 24 juni en 26 juni 1808 plaats tijdens de Spaanse Onafhankelijkheidsoorlog. Het Franse keizerlijk leger onder leiding van Bon Adrien Jeannot de Moncey lanceerde een aanval op de Spaanse stad Valencia.

## Rebellie
In de zomer van 1808 rebelleerde vele Spaanse regio's tegen de Franse bezetting. Napoleon was echter van mening dat hij te maken had met verschillende kleinere opstanden. Daarom stuurde hij verschillende cohorten het land in om de rust te herstellen. Maarschalk Moncey werd belast met de taak om de stad Valencia terug te brengen onder het Franse gezag. De tegenstand die Moncey zou tegenkomen, bleek veel groter te zijn dan hij aanvankelijk dacht. De Valenciaanse junta had 7.000 man op de been gebracht om de stad te verdedigen.

## De slag
Op 24 juni wist Mancey met veel moeite de stad Valencia te bereiken. Vier mijl buiten Valencia lag een leger van 7.000 Spanjaarden op een defensief punt. Drie dagen lang moest Moncey zich concentreren op dit leger, totdat het leger zich terugtrok naar de stad. Valencia was geen stad die beschikte over moderne fortificaties. De omgeving van de stad was echter vrij vlak en de Spanjaarden slaagden erin om de gebieden om de stad onder water te zetten.
Op 28 juni gaf Moncey aan twee brigades de opdracht om de stad aan te vallen. De beide aanvallen waren echter niet succesvol. Daarop bracht Moncey zijn artillerie in stelling, maar die dolven het onderspit tegen geschut van de stad. Daarop beval de Franse maarschalk een tweede aanval. Dit keer viel hij drie poorten van de stad aan. Ook deze aanval werd door de verdedigers afgeslagen. De troepen van de Fransen waren inmiddels flink uitgedund en Moncey moest de aftocht blazen. Hij had simpelweg te weinig soldaten om de stad in te nemen.

## Nasleep
Na de nederlaag marcheerde Moncey met zijn leger terug naar Madrid. Ook bleek voor het eerst in de onafhankelijkheidsoorlog dat de Spanjaarden in hun fortificaties en gefortificeerde steden een geduchte tegenstander vormden voor het Franse keizerlijke leger.